# Stavnebanen
Stavnebanen (zwana również Stavne – Leangenbanen)- niezelektryfikowana linia kolejowa w Trondheim w Norwegii z Marienborga do Lreangen o długości 6 km oddana do użytku w roku 1882.

## Przebieg
Linia jest odnogą linii Dovrebanen i łączy ją z Nordlandsbanen. Jedynym przystankiem na linii jest Lerkendal. Na odcinku o długości 2,76 km linia biegnie przez tunel Tyholt. Z linii korzysta ok. 20 pociągów pasażerskich dziennie; część jest używana przez kolej miejską Trønderbanen.